# Никола Иванов-Брусничанецо
Никола Василев Велянов Иванов-Брусничанецо е български революционер, войвода на Вътрешната македоно-одринска революционна организация.

## Биография
Иванов е роден в 1880 година в село Брусник, Битолско, Македония, тогава в Османската империя, в семейството на водача на българската партия и революционен комитет в селото Васил Иваноски. Никола също влиза във ВМОРО. Войвода е на селска чета на ВМОРО по време на Илинденско-Преображенското въстание през лятото на 1903 година. Загива като четник на организацията в сражение при Олевени в 1906 година.